# Обсада на Солун (1422 – 1430)
Вижте пояснителната страница за други значения на Обсада на Солун.
Обсадата на Солун от 1422 до 1430 година е военен сблъсък между Османската империя, под ръководството на султан Мурад II, с Византийската империя, а от 1423 година с Венецианската република за контрола на македонския град Солун. Османците превземат града и той остава в османски ръце през следващите пет века до 1912 година, когато е анексиран от Кралство Гърция.
Солун е под османски контрол от 1387 до 1403 година, но след битката при Анкара византийското управление е възстановено. В 1422 година, след като византийците подкрепят претендента за османския престол Мустафа Челеби, Мурад II атакува Солун. Неспособен да осигури хора и ресурси за отбраната на града, през септември 1423 година неговият владетел Андроник Палеолог го предава на Венецианската република. Венецианците се опитват да убедят султана да признае тяхното владение на града, но не успяват, тъй като Мурад смята града за свой. Това води до османска блокада на Солун и периодични директни атаки срещу града. На практика обаче конфликтът се състои предимно от поредица от набези на двете страни срещу териториите на противника на Балканите и островите в Бяло море. Венецианците многократно се опитват да окажат натиск, като блокират преминаването на Дарданелите при Галиполи, но с малък успех.
Блокадата бързо докарва жителите почти до гладна смърт и кара мнозина да избягат от града. Ограниченията, наложени на жителите от обсадата, неспособността на Венеция да снабдява и защитава добре града, нарушенията на местните обичаи и необузданата алчност на венецианските служители, водят до формирането в Солун на партия за предаването на града на османците, която печели подкрепа сред жителите. Митрополит Симеон Солунски насърчава паството си към съпротива срещу османците. Въпреки това към 1426 година, когато неспособността на Венеция да наложи мир според своите условия става видима, мнозинството от местното население започва да предпочита да се предаде, за да избегне грабежа, който би придружил насилственото завладяване. Усилията на Венеция да намери съюзници срещу османците също се провалят, тъй като другите владетели в района или следват своя собствена политика, или са противници на венецианците, или са победени от османците.
След години на сблъсъци с ограничен резултат в 1429 година двете страни се подготвят за последен решителен сблъсък. През март Венеция официално обявява война на османците, но дори тогава консервативната търговска аристокрация, която управлява републиката, не започва набиране на армия, достатъчна да защити Солун, а още по-малко способна да принуди султана да търси мир. В началото на 1430 година Мурад успява да съсредоточи силите си срещу Солун и на 29 март го превзема с щурм. Лишенията от обсадата и последвалото разграбване превръщат града в бледа сянка на предишното му могъщество – жителите му намаляват от предишните 40 000 до едва 2000 души, което налага широкомащабно ново заселване през следващите години. Венеция сключва мирен договор със султана през юли, признавайки новото статукво. През следващите няколко десетилетия в център на антагонизма между Венеция и османците се превръща съперничеството между тях за контрол над Албания.

## Предистория
През XIV век зараждащата се Османска империя е нарастваща сила в Близкия изток. След като подчинява голяма част от Мала Азия, с падането на Галиполи през 1354 година, османските турци получават опорна точка и на Балканите. Християнските сили в региона, като залязващата Византийска империя, са слаби и разделени, което позволява бърза османска експанзия, провеждана както от самата Османска държава, така и от полунезависими турски бойни банди на различни газии. В 1369 година османците успяват да превземат Одрин, третия по важност град на Византийската империя след столицата Константинопол и Солун. Солун, управляван от византийския принц и бъдещ император Мануил II Палеолог (упр. 1391 – 1425), сам се предава в 1387 година след продължителна обсада (1383 – 1387), заедно с градовете Христопол и Хризопол. Успоредно с това в Солунското поле удж-беят Евренос (поч. 1417) създава нов град с името Енидже Вардар, който използва за основна база на акънджиите си. При синовете му Али бей и Иса бей градът допълнително се разширява и служи за бъдеща военна база срещу Солун.
Първоначално на предалите се градове е разрешена пълна автономия в замяна на плащането на данък харач. След смъртта на император Йоан V Палеолог в 1391 година обаче Мануил II избягва от османска опека и отива в Константинопол, където е коронясан за император, наследявайки баща си. Това разгневява султан Баязид I, който опустошава останалите византийски територии и след това се насочва към Хризопол, който е превзет с щурм и до голяма степен разрушен. По това време Солун се подчинява отново на османското владичество, вероятно след кратък период на съпротива, но е третиран по-снизходително: въпреки че градът е поставен под пълен османски контрол, християнското население и църквата запазват повечето си притежания, а градските институции продължават да функционират.
Солун остава в османските ръце до 1403 година, когато император Мануил II застава на страната на най-големия син на Баязид Сюлейман в битката за османското наследство, избухнала след съкрушителното поражение на османците и пленяването на Баязид в битката при Ангора срещу турско-монголския завоевател Тимур в 1402 година. В замяна на своята подкрепа, чрез Галиполския договор византийският император си осигурява, наред с други отстъпки, връщането на Солун, част от хинтерланда му, полуостров Халкидика и крайбрежната област между реките Струма и Пеней.
Въпреки възстановяването на византийската власт, отношенията между Солун и Константинопол остават проблемни, като местната аристокрация на Солун ревниво пази обширните си привилегии, които според съвременните учени се равняват на практическа автономия. Това е част от по-широко явление, засвидетелствано за няколко града през последния век от византийската история, на отслабване на централната власт и поява на центробежни тенденции. В случая на Солун стремежът към по-голяма независимост от имперската столица е очевиден поне от движението на зилотите в средата на XIV век и е подсилена от автономното управление на Мануил II в 1382 – 1387 година. Така, след като се връщат под византийски контрол, Солун и околностите са дадени като автономен апанаж на племенника на Мануил II, Йоан VII Палеолог. След смъртта му в 1408 година той е наследен от третия син на Мануил, деспот Андроник Палеолог, който е много млад и до 1415 година управлява под настойничеството на Димитрий Ласкарис Леондарис. През това време Солун се радва на период на относителен мир и просперитет, тъй като турците са заети със собствената си гражданска война, въпреки че градът е нападан от съперничещите си османски претенденти – в 1412 година от Муса Челеби и в 1416 година по време на въстанието на Мустафа Челеби срещу Мехмед I. След края на Османската гражданска война, турският натиск върху града се засилва отново. Точно както по време на обсадата от 1383 – 1387 година, това води до рязко разделение на мненията в града между фракции, подкрепящи съпротивата, ако е необходимо със западноевропейска („латинска“) помощ, и фракции, които настояват за подчинение на османците.

## Първи османски атаки и предаване на града на Венеция
Крайният победител в Османската гражданска война Мехмед I (упр. 1413 – 1421) поддържа добри отношения с византийците, които го подкрепят в конфликта с братята му. Възкачването на Мурад II (упр. 1422 – 1451) променя ситуацията, тъй като Йоан VIII Палеолог (упр. 1425 – 1448), наследник и де факто регент на болния Мануил II, издига Мустафа Челеби като съперник на Мурад. След като побеждава противника си, Мурад, решен да унищожи останките на византийската държава, обсажда неуспешно Константинопол от 10 юни до 6 септември 1422 година. През юни 1422 година Бурак бей, синът на известния османски военачалник Евренос бей, подпомогнат от различни османски местни военачалници на Балканите, обсажда и Солун и опустошава предградията му и западната част на Халкидика.
Според архиепископа на града Симеон Солунски (упр. 1416/17 – 1429) и той, и деспот Андроник изпращат многократни молби за помощ до Константинопол, но императорското правителство не разполага с ресурси и е заето със собствените си проблеми. В крайна сметка в града е изпратен един-единствен неназован военачалник, който обаче не довежда със себе си хора и не донася пари. Този военачалник предлага да се създаде общ фонд от гражданите за подпомагане на отбраната, но това предложение среща яростна съпротива, особено от страна на богатите аристократи, които естествено биха понесли основната тежест на разходите. Обикновените хора също не желаят да допринесат – когато в града се разпространява новината, че османците са предложили мирно споразумение, при условие че деспот Андроник напусне града, избухва бунт за приемането на това споразумение.
В този момент група аристократи убеждават деспота да потърси помощта на Венецианската република, инициатива, която вероятно е предприета без консултация с Константинопол. През пролетта на 1423 година чрез венецианската колония Негропонте Андроник информира венецианците за намерението си да им предаде града. Единствените условия, които Андроник поставя са собствеността, обичаите и привилегиите на жителите, тяхното право да търгуват и да влизат и излизат свободно в града, зачитането на Православната църква, както и Венеция да обещае да защитава града от османците. Хронистът Псевдо-Сфранцес от XVI век твърди, че Андроник е продал града за 50 000 дуката и до средата на XX век това твърдение често се приема от учените. Такова нещо не се споменава от нито един друг източник, нито пък се намира в оригиналните документи, отнасящи се до предаването, изследвани от Константинос Мердзиос и Пол Льомерл. От друга страна, венецианските пратеници, назначени да наблюдават предаването, са упълномощени да осигурят сума от 20 000 – 40 000 аспри от приходите на града като годишна субсидия на Андроник, ако той я поиска.
Предложението пристига във Венеция в подходящ момент. Избирането на Франческо Фоскари на 15 април 1423 година за дож на Венеция поставя начело на републиката привърженик на по-агресивна и твърда позиция срещу османския експанзионизъм. Но мнозинството на Големия съвет на Венеция все още е доминирано от по-предпазливите тенденции сред управляващата републиката търговската аристокрация, страхуваща се от прекъсването на търговията, което открита война с османците би донесла. След Четвъртия кръстоносен поход венецианците целенасочено възприемат политика на постепенно придобиване на аванпостове, крепости и острови от разпадащата се Византийска империя, осигурявайки си бази, от които да поддържат ценните търговски връзки на Венеция с Изтока. От известно време Венеция гледа на Солун като на възможна цел за експанзия, особено след като Константинопол изглежда на ръба да падне в ръцете на турците. Така през 1419 година Венеция възстановява консулството си в града, оглавено от местния грък Георги Филомати, а след смъртта му през 1422 година от брат му Димитрий.
На заседание на Големия съвет на 7 юли 1423 година предложението на Андроник е прието. Съветът изпраща известия до венецианските колонии в Егейско море (Негропонте, Навплия, Тинос и Миконос) и васалното Херцогство Наксос да подготвят кораби, за овладяването на града, докато венецианският байло в Константинопол е инструктиран да осигури съгласието на император Мануил. Седмица по-късно Санто Вениер и Николо Джорджо са назначени за пълномощни посланици и са натоварени да отидат в Солун и, ако деспот Андроник все още желае, да овладеят града и да организират защитата му чрез набиране на наемници. В такъв случай Джорджо трябва да отиде при султана, да го информира за придобиването на града от Венеция и да го оправдае като средство за предотвратяване на превземането на града от други християни, които може да са враждебни на султана. Пратениците също трябва да уредят мир както между султана и републиката, така и между султана и император Мануил. Император Мануил очевидно е дал съгласието си за предложението, тъй като на 14 септември 1423 година шест венециански галери, придружени от една византийска, навлизат в пристанището на Солун. Венецианците са посрещнати от ликуващото население като спасители. За солунчаните венецианското управление означава не само сигурност от турците (около 5000 османски войници блокират градските стени на сушата), но най-вече подсигуряване на снабдяването.
Въпреки това големи слоеве от населението продължават да подкрепят търсенето на споразумение с османците, а митрополит Симеон отбелязва, че известен брой жители дори бягат от града при тях. Такива настроения има и сред някои представители на аристокрацията: съвременният византийски историк Дука пише, че скоро след овладяването на града, венецианците хвърлят в затвора четирима видни аристократи, водени от някой си Платискалит, заради връзки с османците. Четиримата мъже са заточени първо на Крит, след това в самата Венеция и накрая в Падуа. Едва след падането на Солун през 1430 година двамата оцелели са освободени. Съвременният венециански „Кодекс на Морозини“ описва история за заговор – отхвърлен като „клеветнически“ от английския византолог Доналд Никол – начело с деспот Андроник за предаване на града на турците. Съобщава се, че заговорът е разкрит през ноември 1423 година и Андроник и неговите поддръжници са заточени, като деспотът е изпратен в Навплия.

## Дипломатически и военни събития по време на обсадата

### Първоначални венециански и османски дипломатически и военни подходи
Венецианците първоначално се надяват да си осигурят османското съгласие за окупацията на Солун. Въпреки това, когато пълномощният посланик Джорджо се опитва да изпълни мисията си при султанския двор, вероятно през февруари 1424 година, той е арестуван и затворен от Мурад. Османците отказват да приемат предаването на Солун на Венеция и смятат венецианското присъствие за незаконно, тъй като самите те имат право върху града заради превземането му през 1387 година. Отношението на Османската империя е обобщено от отговора на Мурад на търсещите мир венециански посланици, записан от Дука:
| „                                      | Този град е моя бащиния. Дядо ми Баязид със силата на ръката си го изтръгна от ромеите [византийците]. Ако ромеите бяха надделели над мен, те щяха да имат причина да възкликнат: „Той е несправедлив!“ Но вие сте латинци от Италия, защо сте навлезли незаконно в тези краища? Имате избор да се оттеглите. Ако не го направите, ще дойда по-бързо. | “ |
| Дука, Турко-византийска история XXIX.5 | |   |

Когато новините за ареста на Джорджо пристигат във Венеция, Големият съвет решава да смени и него, и Вениер. Първите двама избрани заместници, Джакопо Тревизан и Фантино Микиел, отказват, но през май 1424 година Бернардо Лоредан е назначен за дук (управител) на града, с Джакопо Дандоло като капитан (военен командир) за двугодишен мандат. Междувременно Вениер е инструктиран да осигури освобождаването на Джорджо и признаването от султана на венецианския контрол над Солун, околните села и крепостта Хортач. В замяна той трябва да предложи годишен данък от 1000 до 2000 дуката и да разпределя анюитети на главните придворни на султана. Същите указания са дадени и на новия генерален капитан на флота Пиетро Лоредан, който отплава за Солун. Ако намери града под обсада, Лоредан има заповед да атакува Галиполи (където той постига голяма победа в 1416 година), да попречи на преминаването на османските войски през Дарданелите и ако е възможно, да се опита да предизвика съпротива срещу султана сред съседните владетели. За да подчертае факта, че Венеция не желае война, Лоредан е инструктиран да информира местните турски командири, че действията му са само следствие от затварянето на Джорджо и обсадата на Солун, който венецианците са придобили законно.
Това е и моделът за шестгодишния конфликт между османците и Венеция за контрола над Солун. Докато османците блокират и атакуват Солун по суша, опитвайки се да го принудят да се предаде, Венеция изпраща многократни пратеничества, за да осигури признаването на нейното владение на града в замяна на годишен данък. За да подкрепят дипломатическите си усилия, венецианците се опитват да окажат натиск върху султана, като предизвикат проблеми по периферията на Османската държава, спонсорират усилията за антиосмански кръстоносен поход и изпращат флота си да атакува Галиполи. Османците също се опитват да отвлекат вниманието на Венеция, като предприемат собствени набези срещу венецианските владения в Бяло море.
Венецианците имат възможен и желаещ съюзник в лицето на Джунейд, владетел на турското емирство Айдън в централна западна Мала Азия. Джунейд е способен и енергичен владетел, който се опитва да сформира широк антиосмански съюз с друг турски бейлик Караман от централна Мала Азия, и да поднови османската гражданска война, като изпрати друг османски принц, Исмаил, в Румелия. В хода на този конфликт Мурад се съюзява със съперника на Венеция, Генуезката република, за да блокира бреговете на държавата на Джунейд и да попречи на Исмаил да отплава. Джунейд най-накрая е покорен през пролетта на 1425 година и Венеция остава без подкрепа от Мала Азия. През февруари 1424 година Мурад сключва мир с Византийската империя, която връща почти всички земи, спечелени в 1403 година и, сведена до Константинопол и околностите му, отново става васал на османците.
Междувременно усилията за кръстоносен поход се провалят заради постоянното съперничество за владението на Далмация между Венеция и краля на Унгария Сигизмунд, главния герой на антиосманския кръстоносен поход, завършил с катастрофалната за християните битка при Никопол в 1396 година. И Венеция, и Унгария се опитват да използват моментната османска слабост и произтичащите от това вълнения на Балканите, за да разширят териториите си – Венеция в Далмация и Албания, Сигизмунд в Босна, Сърбия и Влашко. Венеция завладява Зара, Сплит и други далматински градове от Унгария между 1412 и 1420 година. Тази политика вкарва републиката в конфликт с деспота на Сърбия Стефан Лазаревич (упр. 1389 – 1427) между 1420 и 1423 година, принуждавайки го да потърси помощта на османците. Императорите Мануил II и Йоан VIII, заедно с краля на Полша Владислав II Ягело, се опитват напразно да постигнат помирение между Венеция и Сигизмунд. Едва в 1425 година когато Мурад II, освободен от заплахата за своите малоазийски владения, преминава в контранастъпление, самата Венеция признава необходимостта от съюз със Сигизмунд. Независимо от това, въпреки допълнителния натиск за сближаване от страна на Савоя и Флоренция, Сигизмунд отказва. Този спор позволява на османците да върнат Сърбия и Босна обратно във васална зависимост и след като Мурад спира настъплението на Сигизмунд при обсадата на Голубац в 1428 година, между двете сили е уредено примирие.

### Дипломатически и военни събития в 1425 година
Междувременно, въпреки действията на Лоредан около Галиполи, към октомври 1424 година ситуацията в Солун е толкова тежка, че се налага Големият съвет на Венеция да разреши изпращането в града на между 150 и 200 войници, както и на припаси и пари. На 13 януари 1425 година венецианците решават за годината да оборудват 25 галери, необичайно голямо и скъпо начинание, а Фантино Микиел е назначен за генерален капитан. Флотът отплава през април 1425 година и трябва да уреди някои проблеми във венецианските колонии, както и да убеди жителите на Солун във венецианската подкрепа. Микиел също така е инструктиран да се свърже със султана и да обещае значителни суми на великия везир Ибрахим паша Чандарлъ и на други членове на османския двор, за да спечели благосклонно изслушване. Републиката предлага да се върнат на османците солниците, които преди това са били под техен контрол, както и да бъде възстановен данъка от 100 000 аспри, който им е плащал деспот Андроник. Венецианците обаче отказват да позволят на турците в града да бъдат съдени от техен собствен кадия, както е било прието при Андроник, и настояват за възстановяване на митническите постове при градските порти. Освен това Микиел е натоварен със задачата да осигури освобождаването на венецианските граждани, взети в плен по време на османско нападение в Морея през предходния март, и да потвърди отново мирния договор от 1419 година, включително, ако е възможно, връщането на Маркграфство Бодоница на неговия владетел Николо III Дзорци.
През юли 1425 година десет венециански галери под командването на Микиел предприемат експедиция на изток покрай бреговете на Македония: те намират Йерисос изоставен от османския си гарнизон, но пълен с провизии, които натоварват на своите кораби. След като опожарява града и пет други крепости в околността, флотът тръгва към Христопол. Венецианците заварват крепостта, охранявана от 400 османски спахии под командването на Исмаил бей. Първият опит за дебаркиране, воден от Алвизе Лоредан, е отблъснат и едва след като всички кораби събират силите си, венецианците успяват да преодолеят османската съпротива в продължила четири часа битка: 41 турци са убити, включително Исмаил бей, а 30 пленени. След укрепване на мястото с каменна стена и земни работи и оставяне на гарнизон от 80 пехотинци и 50 арбалетчици, флотът отпътува. Турците скоро се завръщат с голяма сила от 10 000 – 12 000 души и след около двадесет дни и въпреки загубата на около 800 души, щурмуват крепостта. Половината венецианци са убити, а останалите взети в плен.
На 21 юли 1425 година Мануил II умира и Йоан VIII официално става император в Константинопол. В отговор Мурад, който дълбоко мрази Йоан, започва набези около Солун и Зейтуни (Ламия) в Централна Гърция. В същото време солунските гърци изпращат пратеничество до Големия съвет, за да се оплачат от нарушения на техните права от страна на дука и капитана. Наред с други неща, те настояват венецианците да укрепят Касандрия в западна Халкидика, за да защитят полуостров Касандра от османските набези. В отговор Микиел овладява крепостта Касандрия, която укрепява и подсилва чрез изграждането на две по-малки крепости в района. След това се отправя към Платамонската крепост, от другата страна на Солунския залив. Османският гарнизон отказва да се предаде и Микиел подпалва главното му подградие и превзема крепостта с щурм. Крепостта е ремонтирана, но вероятно е изоставена скоро след това, тъй като не се споменава отново. По молба на Микиел, Големият съвет изпраща 200 мъже от Падуа за отбраната на Солун и крепостите на Касандрия и упълномощава генералния капитан да поддържа четири галери в района. От писмата му до Големия съвет става ясно, че Микиел едновременно участва в преговори с османците и е предложил 20 000 аспри годишно на османския управител на Тесалия Турахан бей и на великия везир. По същото време, според „Кодекс Морозини“, претендент, представящ се за Мустафа Челеби, пристига в Солун и събира много турци последователи, които го смятат за истинския син на султан Баязид. Псевдо-Мустафа предприема набези срещу силите на Мурад от града, но след като при един от тях и Мустафа, и венецианският капитан за малко не са заловени, на 3 септември Големият съвет издава инструкции тези нападения да спрат и да се държат портите на града затворени.

### Дипломатически и военни събития в 1426 – 1427 година
През април 1426 година Микиел се доближава до споразумение с османския управител в Галиполи, според което републиката ще запази Солун в замяна на 100 000 аспри годишно, правото спорове между турците в града да се разрешават от техен собствен кадия и свободното и необлагаемо движение на търговците до и от града. Преговорите обаче отново се провалят, тъй като османците настояват да контролират Касандра и Хортач, които възнамеряват да използват като трамплин за евентуалното завладяване на града. По същото време османците предприемат голяма атака срещу Солун с 30 000 души, но присъствието на пет венециански галери в града, вероятно въоръжени с малки оръдия, помага на защитниците да отблъснат щурма. Според доклада на Лоредан и Дандоло до Големия съвет, на стените е имало 700 арбалетчици и над 2000 турци са убити, преди атаката да бъде спряна.
На 6 май 1426 година са избрани нов дук и капитан за града: Паоло Тревизан и Паоло Орио. През юли 1426 година новият венециански генерален капитан Андреа Мочениго е инструктиран да възобнови преговорите, но да признае на османците владението на Касандра и Хортач. От друга страна, мирното споразумение трябва да бъде всеобхватно, като включва и латинските владетели в Беломорския басейн, които са венециански граждани и клиенти. Ако не успее, Мочениго трябва да атакува Галиполи. През август сръбският деспот Стефан Лазаревич предлага услугите си като посредник. На 28 ноември 1426 година Мочениго успява да получи съгласието на Мурад за мирен договор в общите линии на споразумението, предложено от Микиел, с изключение на това, че Венеция ще плаща годишен данък от 150 000 аспри и увеличени анюитети за висши членове на османския двор и ще предаде Хортач. Но въпреки желанието на републиката да сключи мирен договор, месеците и годините се точат без подписване на споразумение. Бенедето Емо, назначен за посланик при султана през юли 1427 година с изричната цел да ратифицира договора, е заменен през август 1428 година от Джакопо Дандоло. Дандоло е инструктиран, ако е необходимо, да предложи допълнително увеличение на данъка до 300 000 аспри и обща сума на подаръците от 10 000 – 15 000 дуката и още 2 000 дуката като рента; допълнителни суми могат да бъдат предложени в замяна на притежанието на околностите на Солун, Касандра и солниците. Дандоло няма по-голям успех от своя предшественик: султанът изисква от него да предаде Солун и, когато Дандоло отговаря, че няма правомощия да направи това, султанът го хвърля в затвора, където е оставен да умре.

### Дипломатически и военни събития в 1428 – 1429 година
По време на сблъсъка за Солун османците предприемат постоянни набези срещу венецианските владения в Албания. В началото на пролетта на 1428 година османският флот предприема голям набег срещу венецианските владения в Гърция: между 40 и 65 кораба нахлуват на остров Евбея и пленяват около 700 венециански граждани, преди да нахлуят в околностите на двата венециански аванпоста Модон и Корон в югозападна Морея. Когато новините пристигат във Венеция на 22 април 1428 година, въпреки че охранителният флот от предходната година, начело с Гуидо да Канал, все още е на море, нов охранителен флот от 15 галери под командването на Андреа Мочениго е упълномощен да преследва османските нападатели. В крайна сметка новият флот не отплава до септември, след като флота на Канал е победен при Галиполи от коалиция от османски и християнски кораби. Османската морска заплаха става особено остра по това време поради оттеглянето от войната на херцога на Наксос Джовани II Криспо (упр. 1418 – 1433). Въпреки че е венециански гражданин и васал на републиката, нарастващият османски натиск върху владенията му принуждава Големия съвет да го упълномощи да сключи отделен мирен договор с османците, което Криспо прави. В резултат на това Криспо е принуден на практика да помага на турците в набезите им и престава да известява чрез светлинни сигнали венецианците в Евбея за предстоящи атаки. В началото на март 1429 година османски флот дори се появява пред Солун и пленява два венециански кораба.
Според венецианския сенатор Андреа Суриано, Венеция харчи средно 60 000 дуката годишно в този привидно безплоден конфликт, но самите венецианци се колебаят да ангажират изцяло ресурсите си в Солун; близостта му до центъра на османската власт прави способността им да го задържат в дългосрочен план съмнителна, докато в същото време, по-близо до дома, Венеция е в конфликт с Миланското херцогство за контрол над Северна Италия. Републиката дълго време се опитва да избегне обявяването на война на османците, но сега няма голям избор: затварянето на Дандоло, нарастващата османска морска заплаха (с откритото съдействие на генуезките колонии в Хиос и Лесбос) след края на войната им с Унгария, показват ясно на венецианците, че султанът се готви да разреши въпроса за Солун със сила. В резултат на това на 29 март 1429 година Големият съвет гласува официално обявяване на война на султана и нарежда да бъдат активирани още кораби, за да се присъединят към флота.
На 11 май 1429 година претендентът Мустафа се явява пред Големия съвет и получава подарък от 150 дуката за услугите си. На 4 юни са избрани нов дук и капитан за Солун, Паоло Контарини и Андреа Донато, след като първите три избрани двойки отказват поста, въпреки глобата, свързана с отказа; ясна индикация за нежеланието на венецианските благородници да се заемат с тази нерентабилна и опасна задача. На 1 юли 1429 година Мочениго атакува османските кораби при Галиполи, но въпреки че повежда флагманския си кораб да пробие палисадата, защитаваща османския пристан, другите венециански кораби не го последват, принуждавайки Мочениго да се оттегли с тежки загуби. Дори в този момент Венеция не ангажира цялата си сила в конфликта: когато Суриано, като привърженик на ястребовата фракция, предлага да въоръжи флот от 14 кораба и да започне по-решителна политика срещу османците през януари 1430 година, предложението е отхвърлено, въпреки че е доста скромно и явно недостатъчно, за да принуди султана на преговори. Вместо това Големият съвет инструктира новия генерален капитан Силвестро Морозини да търси посредничеството на византийския император за споразумение в съответствие с предишните споразумения.
Осъзнавайки собствената си слабост, венецианците се опитват да сформират съюзи с други владетели в района, които се страхуват от османския експанзионизъм. Възползвайки се от заетостта на османците с обсадата на Голубац, Ибрахим II Карамански (упр. 1424 – 1464) успява да овладее района на Хамид. През август 1429 година, чрез посредничеството на кипърския крал Янус (упр. 1398 – 1432), венецианците се обръщат към Ибрахим за съюз срещу Мурад. Вместо да доведе до военен съюз обаче, перспективата за венецианско-кипърско-караманска лига води до сближаване на османците с другата голяма мюсюлманска сила в Източното Средиземноморие, мамелюците от Египет, и започва период, в който двете държави са в съюз срещу латинското присъствие в района. Венецианците също се опитват да склонят Мурад към мир чрез заплахата, породена от амбициите на сина на Тимур Шахрух, особено след като той нанася поражение на Кара Коюнлу през септември 1429 година и излиза на границата на анадолските владения на османците: съвременните слухове му приписват не само желание да възстанови господството на баща си над региона, но и да пресече османските територии в Румелия и да се върне в Азербайджан през северния бряг на Черно море. След като Шахрух се оттегля да зимува в Азербайджан, Мурад нарежда на своя военачалник Хамза бей да поведе силите си от Мала Азия към Европа през февруари 1430 година и го изпраща срещу Солун.

## Солун под венецианска власт
Обсадата води до много страдания в града и населението бързо започва да недоволства от новите си господари. През зимата на 1426 – 1427 година обсаденият град се доближава до глада. Жителите на Солун са принудени да се изхранват само с хляб, като дори с него има проблеми: когато доставките намаляват опасно, властите са принудени да поискат още пратки жито от Венеция. Условията на „крайна бедност, смърт и нищета“ правят гръцкото население все по-недоволно и дори тези, които преди са приветствали венецианците, започват да се колебаят. Липсата на храна застрашава и отбраната, тъй като много от наемниците, на които венецианците плащат с жито вместо с пари, преминават на турска страна, когато дажбите закъсняват. Ситуацията става все по-лоша и по времето на последната османска атака в 1430 година много войници остават без оръжия, защото са ги продали за храна.
Лишенията вследствие на обсадата водят до масово изселване – много заможни граждани продават имотите си и бягат в Константинопол, в други контролирани от Венеция гръцки територии или при турците. От 20 – 25 000 души население според различните източници или дори 40 000 според съвременни италиански източници, към 1430 година жителите остават само 10 – 13 000. Венецианските власти се опитват да спрат това, като забраняват на жителите да напускат града, спират „всички продажби, ипотеки и прехвърляния на имущество, както движимо, така и недвижимо“ и унищожават къщите и друго имущество – дори дървета – на напусналите града. Венецианците се надяват тези драстични мерки да послужат като възпиращ фактор. В съчетание с няколко случая на произвол, спекулации и стремеж към печалба от страна на венецианците, тези мерки още повече отчуждават солунчани от венецианското управление. Към април 1425 година византийски църковен служител, чието семейство е избягало от града, пише за „поробването на града от венецианците“, и подобни настроения към венецианската тирания са отразени във всички съвременни византийски източници. В свое пратеничество през юли 1425 година жителите на Солун представят списък от 21 оплаквания и искания, включително за фиксирани дажби жито за бедните, намаляване на данъчните задължения и отмяна на просрочените задължения и на наказанията, свързани с дългове, за времетраенето на обсадата, тъй като затварянето на портите означава, че хората вече нямат достъп до нивите си, които освен това са опустошени от турците. На сесия на 23 юли 1425 година Големият съвет във Венеция се съгласява с много от тези искания и изисква венецианските служители да зачитат обичаите и правата на гражданите и да работят при управлението на града заедно с местния съвет от дванадесет благородници.
Каквито и усилия да полагат венецианците за постигане на мир, солунчани са наясно, по думите на византиниста Доналд Никол, че Мурад „играе за време“ и „никога няма да се примири с венецианската окупация на Солун“. По думите на историка Апостолос Вакалопулос, в града бързо се възприема възгледа, че „тъй като Солун рано или късно ще падне в турски ръце, би било за предпочитане да се предаде мирно веднага и така да се избегнат страданията, които биха настъпили, ако турците превземат града със сила.“ Тъй като условията в града се влошават, фракцията за предаване набира сила сред солунчани. Това се доказва от писанията на митрополит Симеон, който разказва, че по време на едно нападение в 1425 или 1426 година много граждани (включително някои от охраняващите стените) избягали при османците. Симеон играе важна роля като говорител и водач на населението на града по време на обсадата. Пламенен исихаст и настроен антилатински, той се противопоставя на предаването на града на римокатолическите венецианци, страхувайки се от тяхното „развращаващо“ влияние. Митрополитът се опитва да укрепи православната идентичност на своето паство срещу латинските венецианци и мюсюлманските турци, както и да събуди неговата воля за съпротива. Той организира литийни шествия с градската икона на Света Богородица Одигитрия и изнася проповеди за успешното освобождаване на града от предишни обсади чрез намесата на неговия покровител Свети Димитър Солунски. В резултат той се очертава като водач на съпротивата и въпреки антилатинските му настроения, венецианците го смятат за „най-лоялен служител на републиката“. Смъртта му през септември 1429 година допринася за нарастващата деморализация на населението на града, което я приема за поличба за неговото превземане.
През лятото на 1429 година солунчани изпращат второ пратеничество във Венеция, за да се оплачат от ограниченията, наложени за влизане и излизане от града, продължаващите нарушения на техните права, изнудването от страна на венецианските власти, лошата ситуация с доставките, пренебрегването на ремонта на градските укрепления и липсата на военни складове, както и от венецианските наемници, които са в контакт с турците извън стените. На 14 юли 1429 година Големият съвет дава предимно успокоителни отговори на списък от 31 искания, но нарастващото недоволство на гръцкото население от венецианското управление е очевидно. Очевидецът Йоан Анагност съобщава, че към зимата на 1429 година мнозинството от населението е склонно да се предаде на турците. Султан Мурад е наясно със ситуацията зад стените и на два пъти изпраща свои християнски офицери в града, за да подстрекават за бунт срещу венецианците. Въпреки това, както пише Йоан Анагност, по това време населението е толкова намаляло и толкова разединено, че общи действия са невъзможни. Освен това солунчани се страхуват от венецианците, тъй като те наемат специални сили, цетариите, които имат право да убиват всеки, който призовава към предаване.

## Падане на града
На 17 март 1430 година в Солун пристига ескадра от три галери под командването на Антонио Диедо, за да подсили отбраната на града. Сбор на наличните защитници на града обаче показва, че те са достатъчни за отбраната само на половината или на една трета от амбразурите и не им достигат както въоръжение, така и боен дух. Новината за приближаването на Мурад начело на армия, за която се говори, че наброява 190 000 души, предизвика ужас сред населението.
Султанът се появява пред града в неделя, 26 март 1430 година, малко след обяд. Вероятно информиран от дезертьори за недоволството зад стените, султанът изглежда е очаквал самото появяване на армията му да принуди града да се предаде или да предизвика въстание на населението срещу венецианския гарнизон. В този дух той изпраща християнски офицери до стените, за да призоват жителите да се предадат, но те са прогонени със стрели от стените, преди да имат възможност да завършат речите си. След това султанът започва подготовка за превземане на града с щурм, която продължава три дни. На 28 март Мурад изпраща ново предложение за предаване, но и това е отхвърлено. Същата нощ младши офицер влиза в града, за да информира венецианските командири, че турците са приготвили шест кораба на река Вардар за използване срещу венецианските галери в пристанището, които са оставени без хора, тъй като всички налични сили са съсредоточени в охраната на градската стена. Страхувайки се, че пътят им за отстъпление би могъл да бъде отрязан, венецианските командири нареждат на Диедо и хората му да се оттеглят от стената, за да охраняват корабите и да защитават пристанището. Те обаче не уведомяват населението и около полунощ християни от османския лагер се приближават до стените и обявяват, че последният щурм ще бъде на следващия ден по суша и море. Новината се разпространява из целия град и паникьосва населението, което прекарва нощта в бдение в църквите. Паниката се разпространява още повече, когато става известно, че Диедо се оттегля в пристанището. При липсата на друга информация солунчани смятат, че венецианците се готвят да ги изоставят и да избягат. В резултат на това редица защитници просто изоставят позициите си по стените и се връщат по домовете си.
На разсъмване на 29 март 1430 година османците започват атаката си под командването на Синан паша, бейлербей на Румелия. Основната тежест на нападението пада върху по-зле поддържаната източна част на стените, между Тригонион и мястото на по-късната крепост Еди куле (Ептапиргио), където самият султан ръководи атаката. Османците използват обсадни машини, стълби и дъски, за да подкопаят стените. Османските стрелци с лък се оказват решаващ фактор, тъй като техните изстрели успяват да приковат защитниците и да уцелят мнозина, които надничат над бойниците. В резултат голяма част от ответния огън на защитниците е на сляпо и те започват бавно да напускат позициите си. Накрая в четвъртия час по италиански османските войски пробиват на стената на няколко места; според Йоан Анагност, това става в източния сектор, който е оставен почти беззащитен. Докато цивилното население е подложено на клане, венецианците, до колкото могат, бягат към пристанището – „един с мантията си, друг по долната си риза“ по думите на доклада до Големия съвет. Мнозина успяват да избягат на корабите на Диедо, а оттам в Негропонте, но други нямат такъв късмет: венецианците губят над 270 души само от екипажите на галерите. Редица висши служители, включително синът на дук Паоло Контарини и Леонардо Градениго, капитан на една от галерите, също загиват. Подробности за обсадата са предоставени от писмо, изпратено от Негропонте до Венеция на 2 април 1430 година, след като бежанците от Солун пристигат там, както и от разказа на очевидеца Йоан Анагност. При завръщането си във Венеция двамата венециански командири на Солун са обвинени в небрежност и са хвърлени в затвора; те обаче най-вероятно са оправдани не след дълго, тъй като към 1432 година и двамата отново са активни участници в политическия живот на републиката.
Според дългогодишния обичай за щурмуван град, грабежът в Солун продължава три дни. Според Йоан Анагност 7 000 жители, включително той самият, са пленени, за да бъдат продадени на пазарите за роби на Балканите и Анадола, въпреки че много от тях впоследствие са откупени от деспота на Сърбия Георги Бранкович. Градските забележителности претърпяват големи щети при разграбването, особено катедралата „Свети Димитър“, тъй като войниците ги претърсват за скъпоценни предмети и скрити съкровища. Щетите се увеличават, когато султанът нарежда мраморните елементи да бъдат отстранени и да бъдат отнесени в столицата му Одрин, за да се използват в строежа на баня. На четвъртия ден султан Мурад сам влиза в града и се моли в църквата „Света Богородица Неръкотворна“, превърната в първата джамия в Солун. След това султанът възстановява реда, изгонвайки войниците от частните домове, които връща на собствениците им. От населението остават само две хиляди души и скоро султанът предприема мерки за повторно заселване на града. Той обещава да върне имотите на тези жители, които са избягали, ако се завърнат, а в някои случаи дори сам откупва пленници от града. Освен това султанът довежда мюсюлмански и християнски заселници от други области на Македония. Голям брой празни къщи са конфискувани и дадени на заселниците, докато повечето от основните църкви са превърнати в джамии. Турците се заселват най-вече в Горната част на града, откъдето могат да го контролират по-добре.

## Последици
Венецианците са изненадани от падането на Солун в момент, в който флотът под командването на Морозини все още се придвижва натам край западния бряг на Гърция. Следвайки обичайната си стратегия, те изпращат флота да блокира Галиполи и да спре преминаването на Дарданелите. Въпреки това републиката вече е готова да се откаже от безполезните опити да задържи града и скоро инструктира Морозини да търси мир. През юли Хамза бей подписва мирен договор с венецианците, който е ратифициран на 4 септември 1430 година. Според договора Венеция признава загубата на Солун, възстановява преминаването през Дарданелите и признава османското господство над Патра в Морея, с годишен данък от 236 дуката. В замяна венецианците осигуряват признаването от султана на техните владения в Албания: Дурацо, Скутари и Антивари.
След превземането на Солун османците продължават да разширяват властта си над Западна Гърция. Няколко месеца след падането на града Янина се предава на Хамза бей, а Карло II Токо приема османския суверенитет над южния остатък от Епирското деспотство около Арта. Венеция поставя под своя защита островните владения на Токо Занте, Кефалония и Левкада. В резултат на това през следващия половин век, до края на Венецианско-турската война от 1463 – 1479 година, основната арена на конфронтация между Венеция и османците е Албания, област от жизненоважно значение и за двете сили, тъй като оттам османците могат да застрашат Италия.
Солун остава в османски ръце в продължение на 482 години до октомври 1912 година, когато е превзет от Кралство Гърция по време на Балканската война. Мюсюлманското население напуска града по време на гръцко-турския обмен на население през 1923 година.

## Обяснителни бележки
1. ↑  Хронологията и събитията около налагането на пряка османска власт над Солун след 1390 година са обект на спорове в науката. Дука и османските хроники използват термина „превземане“ на града, което кара някои съвременни учени, като Карл Хопф, Николае Йорга или Реймон-Жозеф Льонерц, да предполагат, че междувременно градът е бил обратно завладян от византийците. Тази позиция обикновено се отхвърля от последните проучвания. Вместо това „второто превземане“ през 90-те години се разглежда като част от по-широката политика на укрепване на централния контрол над васалните държави от Баязид I, което е очевидно навсякъде в Мала Азия и на Балканите по това време. Също толкова спорен е въпросът за датирането на събитието в 1391 или в 1394 година; според Невра Неджипоглу, научният консенсус сега е „окончателно установен“ на последната дата.[7][8][9]
2. ↑  По време на конфликта византийците първоначално подкрепят Сюлейман Челеби. Когато Муса сваля Сюлейман от власт в 1411 година, той предприема атаки срещу Солун и налага блокада на Константинопол, което кара византийците да се съюзят с Мехмед. Византийските кораби позволяват на Мехмед и неговите сили да преминат през Босфора, византийски войски се бият заедно с него, а Константинопол служи като убежище на Мехмед след провала на първата му атака срещу Муса в битката при Инджегиз.[20]
3. ↑  Аспра обикновено означава османското акче. Първоначално със стойност 1/10 от венецианския дукат, стойността на аспрата намалява бързо поради все по-ниското съдържание на сребро, така че до средата на XV век един дукат се оценява на 40-50 аспри.[31]
4. ↑  Византийските източници не споменават участието на Андроник в заговор и описват различни варианти на съдбата му: Лаоник Халкокондил пише, че той отишъл в Мантинея в Морея, където умрял; Теодор Спандун пише, че е отплавал за Венеция, но починал по време на пътуването; Сфранцес твърди, че е станал монах в манастира „Христос Пантократор“ в Константинопол, където умрял в 1429 година и е погребан до баща си; редица други източници, включително Псевдо-Сфранцес, твърдят, че е станал монах на Света гора, където е починал.[45][46]
5. ↑  Край съвременното село Хортач има две средновековни крепости - Хортачката и Кастри.
6. ↑  По това време Венеция няма постоянен флот. Всяка зима постоянните комисии на Големия съвет изработват годишните заповеди за така наречения Охранителен флот или Флот на Залива [Адриатическо море]. След това Големият съвет гласува предложенията, размера на флота и назначаването на генерален капитан и капитаните на галери (sopracomiti), за да могат галерите да бъдат оборудвани във Венеция. Командирите на галери, оборудвани от венецианските колонии, се определят от местните колонисти.[55]
7. ↑  След поражението си от Мурад през 1421/22 година Мустафа се опитва да избяга, но е разпознат и отведен в Одрин, където е обесен. Възможно е обаче да е успял да избяга във Влашко, а оттам в Кафа. Ако е така, този Мустафа от Солун, може наистина да е османският принц.[63]
8. ↑  Датирането на падането на града е обект на няколко погрешни тълкувания, но точната дата е дадена от Йоан Анагност, от доклад на венецианските власти в Негропонте за падането на града и от гръцко писмо, открито в манастира Влатадес. Някои по-ранни западни и турски историци, като Марк-Антоан Ложие и Йоханес Леунклавиус, както и някои източници от началото на XX век (като италианската енциклопедия „Трекани“), погрешно поставят превземането на града в 1429 година, докато Мишел Льо Киен го отнася към 1431 година. Австрийският ориенталист Йозеф фон Хамер-Пургстал дава датата като 1 март, без да цитира никакъв източник, докато някои венециански историци го поставят на 13 март.[108]
9. ↑  Според местната устна традиция градът паднал поради предателство от страна на монасите от манастира Влатадес, които посъветвали султана да пререже подземните тръби, осигуряващи на града вода от планината Хортач, точно когато султанът бил отчаян и се готвел да вдигне обсадата. В историческите извори няма данни за подобно събитие, но разказът вероятно отразява готовността на голяма част от населението да се предаде на турците.[109]
10. ↑  Съвременните изследователи смятат това число за приблизително общия брой на жителите на града в навечерието на превземането му от османците.[116]
11. ↑  Тези усилия не донасят бърз успех: към 1450 година в града има само по хиляда християни и мюсюлмани.[121] Към 1478 година мюсюлманското население е нараснало до 4000 души, но много малко от тях са местни новопокръстени; голямото мнозинство идва от Мала Азия или други балкански градски центрове.[122]
12. ↑  В източниците има различни оценки за общата цена на конфликта за Венеция: освен твърдението на Суриано за над 60 000 дуката на година, „Кодексът на Морозини“ съобщава, че целият конфликт е струвал 740 000 дуката, като неговият автор твърди, че той самият е видял сметките, подкрепящи тази цифра; Марино Санудо посочва число от 700 000, вероятно следвайки Морозини; „Хрониката на Дзанкаруола“ дава сумата 502 000 дуката, а други хроники сочат още по-ниски суми от 300 000 и 200 000 дуката.[125][126]

### Цитирана литература
- Bakalopulos, A. Zur Frage der zweiten Einnahme Thessalonikis durch die Türken, 1391–1394 //  Byzantinische Zeitschrift 61 (2).   1968. DOI:10.1515/bz-1968-0209. S. 285–290. (на немски)
- Bryer, Anthony. Byzantium: The Roman Orthodox World, 1393–1492 //  The New Cambridge Medieval History, Vol. VII: c. 1415 – c. 1500.   Cambridge, Cambridge University Press, 1998. ISBN 978-0-521-38296-0. p. 771–795. (на английски)
- Dennis, G. T. The Second Turkish Capture of Thessalonica. 1391, 1394, or 1430? //  Byzantinische Zeitschrift 57.   1964. DOI:10.1515/byzs.1964.57.1.53. p. 53–61. (на английски)
- Faroqhi, Suraiya. Encyclopaedia of Islam. Selānīk. Т. 9.   1997. p. 123–126. (на английски)
- Fine, John Van Antwerp. The Late Medieval Balkans: A Critical Survey from the Late Twelfth Century to the Ottoman Conquest.   Ann Arbor, University of Michigan Press, 1994. ISBN 978-0-472-08260-5. (на английски)
- Heywood, C. J. Encyclopaedia of Islam. Muṣṭafā Čelebi, Düzme. Т. 7.   1993. p. 710–712. (на английски)
- Inalcik, Halil. The Ottoman Turks and the Crusades, 1451–1522 //  In Setton, Kenneth M.; Hazard, Harry W.; Zacour, Norman P. (eds.). A History of the Crusades, Volume VI: The Impact of the Crusades on Europe. Т. 6.   Madison and London: University of Wisconsin Press, 1989. ISBN 0-299-10740-X. p. 222–275. (на английски)
- Kastritsis, Dimitris. The Sons of Bayezid: Empire Building and Representation in the Ottoman Civil War of 1402–13.   Brill, 2007. ISBN 978-90-04-15836-8. (на английски)
- Kiel, M. "Yenice-i Vardar". TDV İslâm Ansiklopedisi.   Istanbul, 2013. с. 445. (на турски)
- Kotzageorgis, Phokion. Christians and Muslims in an Ottoman City: the Formation of the Society of Early Ottoman Thessaloniki //  Études balkaniques 54 (3).   2018. p. 423–456. (на английски)[неработеща препратка]
- Madden, Thomas F. Venice: A New History.   New York, Viking, 2012. ISBN 978-1-101-60113-6. (на английски)
- Magoulias, Harry. Decline and Fall of Byzantium to the Ottoman Turks, by Doukas. An Annotated Translation of "Historia Turco-Byzantina" by Harry J. Magoulias, Wayne State University.   Detroit, Wayne State University Press, 1975. ISBN 978-0-8143-1540-8. (на английски)
- Μέρτζιος, Κωνσταντίνος. Μνημεία Μακεδονικής Ιστορίας. Β ́.   Θεσσαλονίκη, Εταιρεία Μακεδονικών Σπουδών, 2007. ISBN 978-960-7265-78-4. (на гръцки)
- Necipoğlu, Nevra. Byzantium between the Ottomans and the Latins: Politics and Society in the Late Empire.   Cambridge, Cambridge University Press, 2009. ISBN 978-1-107-40388-8. (на английски)
- Nicol, Donald M. Byzantium and Venice: A Study in Diplomatic and Cultural Relations.   Cambridge, Cambridge University Press, 1988. ISBN 0-521-34157-4. (на английски)
- Reinert, Stephen W. Fragmentation (1204–1453) //  The Oxford History of Byzantium.   Oxford and New York, Oxford University Press, 2002. ISBN 978-0-19-814098-6. p. 248–283. (на английски)
- Setton, Kenneth M. (1978). The Papacy and the Levant (1204–1571), Volume II: The Fifteenth Century. Philadelphia: The American Philosophical Society, ISBN 0-87169-127-2, https://books.google.com/books?id=0Sz2VYI0l1IC
- Stahl, Alan M. Michael of Rhodes: Mariner in Service to Venice //  The Book of Michael of Rhodes: A Fifteenth-Century Maritime Manuscript. Volume III: Studies.   Cambridge, Massachusetts, MIT Press, 2009. ISBN 978-0-262-12308-2. p. 35–98. (на английски)
- Vacalopoulos, Apostolos E. History of Macedonia 1354–1833.   Thessaloniki, Institute for Balkan Studies, 1973. OCLC 220583971. (на английски)
- Христосков, Радослав. Крепостите на Енидже Вардар в пътеписа на Евлия Челеби – „просто легенда“ или наследство от Античността и Средновековието //  „Македонски преглед“ XLII (1).   София, МНИ, 2019. с. 41 – 42.

|  | Тази страница частично или изцяло представлява превод на страницата Siege of Thessalonica (1422–1430) в Уикипедия на английски. Оригиналният текст, както и този превод, са защитени от Лиценза „Криейтив Комънс – Признание – Споделяне на споделеното“, а за съдържание, създадено преди юни 2009 година – от Лиценза за свободна документация на ГНУ. Прегледайте историята на редакциите на оригиналната страница, както и на преводната страница, за да видите списъка на съавторите. ВАЖНО: Този шаблон се отнася единствено до авторските права върху съдържанието на статията. Добавянето му не отменя изискването да се посочват конкретни източници на твърденията, които да бъдат благонадеждни. |

|  | Тази статия е включена в списъка на избраните на 3 юли 2025. Тя е оценена от участниците в проекта като една от най-добрите статии на български език в Уикипедия. |